# Faithful (1936)
Faithful é um filme britânico do gênero drama musical em preto e branco, dirigido por Paul L. Stein. Lançado em 1936, foi protagonizado por Jean Muir e Hans Söhnker.
É classificado como filme perdido.